# Bracia Apostolscy
Bracia Apostolscy (inne nazwy: dolcyniści, pseudoapostołowie) – chrześcijańska grupa religijna, głosząca powrót Kościoła do „ewangelicznego ubóstwa”, istniejąca w północnych państwach włoskich w XIII i XIV w.

## Historia
Grupa powstała w 1260 i inspirowała się ideami św. Franciszka z Asyżu, który głosił ubóstwo. Założycielem grupy był Gerard Segarelli – wędrowny kaznodzieja z wioski koło Parmy, który wiele lat poświęcił służbie ubogim. Jego zwolennicy wyznawali skrajne wyrzeczenie, do tego stopnia, że nie nosili ze sobą nawet zapasu pożywienia.
Początkowo tolerowana, wkrótce grupa zaczęła budzić podejrzenia, a w 1285 została potępiona przez papieża Honoriusza IV jako „heretycka”. Od lat 90. XIII w. była tępiona przez inkwizycję: w 1300 Segarelli został żywcem spalony na stosie. Po jego śmierci grupą zaczął kierować Dulcyn, który w dwóch pismach, napisanych w latach 1300-1303, potępił Kościół rzymskokatolicki, nazwany „Babilońską Nierządnicą”; pisał, że powinni zostać zabici:  wszyscy dostojnicy Kościoła i pozostały kler, od najniższego do najwyższego w hierarchii, jak również mnisi i mniszki... wszyscy zakonnicy i zakonnice dominikańscy i franciszkańscy..., a także papież Bonifacy VIII. Tropiony przez inkwizycję Dulcyn schronił się wraz z grupą zwolenników na szczycie góry i przez prawie dwa lata odpierał ataki. Dopiero w marcu 1307 został pokonany, przy czym zabito kilkuset Braci Apostolskich, a 140 schwytano. Dulcyn i co najmniej 5 jego zwolenników poddano strasznym torturom i spalono na stosie.
Reszta Braci Apostolskich uległa rozproszeniu po Europie, trafiając również do Małopolski i na Śląsk. W sprawie pobytu braci w Polsce interweniował papież Jan XXII krytykując biskupa Muskatę, że na jego terenie szerzy się herezja.